# Транзит товарів
Транзи́т това́рів (в українському законодавстві) — переміщення товарів, вироблених за межами України, через територію України без будь-якого використання цих товарів на зазначеній території.

## Типи транзиту
Залежно від способу транспортування вантажів, розрізняють:
- Сухопутний транзит, в тому числі
  - Автомобільний транзит (вантажівки, фури, автомобілі)
  - Залізничний транзит (потяги)
  - Трубопровідний транзит (газопроводи, нафтопроводи, водопроводи, ЛЕП)
- Повітряний транзит (літаки)
- Морський транзит (танкери, сухогрузи та ін.)

Розрізняють прямий транзит — перевезення іноземних товарів під митним забезпеченням, без утримання на митному складі; непрямий транзит — перевезення іноземних товарів, що надходять на митні склади, а потім — за кордон.